# Hemlandstoner mäktigt ljuda
Hemlandstoner mäktigt ljuda är en psalm av Carl Axel Torén. 
Melodin är en tonsättning av Gustaf Düben d.ä. från 1674 och enligt Koralbok för Nya psalmer, 1921 samma melodi som används till den tidigare psalmen Jesus är min vän den bäste (1695 nr 245 och 1986 nr 43), vilken också används till psalmerna Hjärtan, enigt sammanslutna (1986 nr 58) och Livets Ande, kom från ovan (1986 nr 53) samt psalmen Dig allena vare ära (1819 nr 8) som liksom denna psalm inte heller finns kvar efter 1937 års psalmbok.

## Publicerad som
- Nr 662 i Nya psalmer 1921, tillägget till 1819 års psalmbok under rubriken "De yttersta tingen: De kristnas hopp inför döden".
- Nr 685 i Sionstoner 1935 under rubriken "Pilgrims- och hemlandssånger".
- Nr 578 i 1937 års psalmbok under rubriken "Det kristna hoppet inför döden".